# Corticium niger
Corticium niger är en svampdjursart som beskrevs av Gustavo Pulitzer-Finali 1996. Corticium niger ingår i släktet Corticium och familjen Plakinidae.
Artens utbredningsområde är havet utanför Papua Nya Guinea. Inga underarter finns listade i Catalogue of Life.